# O Rio do Ouro
O Rio do Ouro é um filme português, realizado por Paulo Rocha, no ano de 1998.

## Elenco[1]
- Isabel Ruth - Carolina
- Lima Duarte - António
- Joana Bárcia - Mélita
- João Cardoso - Zé dos Ouros
- José Mário Branco - Cego
- António Capelo - Cego
- Filipe Cochofel - João
- António João Rodrigues - Rapaz